# 東上線サイクリングクーポン
東上線サイクリングクーポン（とうじょうせんサイクリングクーポン）は、東武鉄道が発売していた周遊券である。提携先の東武レンタサイクルの営業終了に伴い、2015年12月20日発売をもって終了した。

## 特典
- 東武東上線（寄居駅を除く）・東武越生線（越生駅を除く）発駅～東上線森林公園駅までの往復乗車券が2割引で利用できる。
- 森林公園駅北口の東武レンタサイクルによる自転車のレンタル料が3割引になる。
- 森林公園園内レストランのバーベキュー（牛肉セット）の利用料が割引になる。

## 有効期間
発行日から1ヶ月間のうち、1日限り有効。
※東武レンタサイクル休業日（12月30日～1月3日）およびゴールデンウィークは利用できない。

## 発売箇所
- 寄居・越生・森林公園の各駅を除く東上線・越生線各駅の駅事務室にて発売。（寄居駅は秩父鉄道、越生駅はJR東日本に駅業務を委託している為、発売していない。）